# Dackefejden
Dackefejden er opkaldt efter Nils Dacke, der var en bondeoprørsleder fra Torsås i det sydlige Småland. I 1542 gjorde han og hans mænd oprør mod kong Gustav Vasa, der for nylig havde besteget tronen. Årsagerne til oprøret var en klassisk utilfredshed i befolkningen med den nye konges centralisering af magten, nye og hårdere skatter, forbud mod grænsehandel med Danmark samt indførelsen af protestantismen, kort sagt: magtmisbrug og tilsidesættelse af hensynet til befolkningen. Oprøret spredte sig hurtigt til hele Småland og Östergötland. I marts 1543 befalede kongen sine lejesoldater at angribe Småland. Dackes styrker blev slået, og Dacke selv såret. Han døde i august samme år, men oprøret fortsatte endnu en rum tid. Da kongen atter fik overtaget, slog han hårdt og hensynsløst ned mod almuen.

## Baggrund
I 1523 var Kalmarunionen i realiteten ophørt at eksistere, efter at Gustav Vasa var blevet konge over Sverige. Allerede inden da var unionen blevet rystet af alvorlige stridigheder, især mellem kongemagten og højadelen. Dette havde påvirket de svensk-danske grænsebygder, hvor en stærk selvbevidsthed var udviklet som en følge af de mange krigstog, som passerede igennem disse egne. For at forsvare sig måtte bønderne organisere sig selv og sluttede tilmed en bondefred med bønderne på den anden side af grænsen.
Gustav Vasa påbegyndte en vis centralisering af styrelsen i Sverige. Nye skatter og kontrolinstrumenter blev indført samt nye tynger på bønderne. Ikke mindst blev mange af bønderne indirekte stærkt påvirket af reformationen i og med, at mange kirke- og klosterejendomme inddroges og blev givet til adelsmænd og højadel, som stillede helt andre krav, end kirken havde gjort. Samtidig ramtes mange nybyggerbønder derved, at der blev opkrævet nye og hårdere skatter fra dem. Nils Dacke var en af de nybyggende bønder, som blev ramt hårdest af disse forandringer. Han gjorde derfor sammen med andre bønder oprør mod det nye hårde centralstyre, som den tyske periode ved Gustav Vasas hof havde skabt. Dacke havde vist sit sindelag 6 år tidligere, da han havde myrdet en foged. For at få tilhængere lovede Dacke skattefrihed i et år for de beløb, der blev brugt til at købe våben for. Han ville i og for sig ikke lave om på samfundet, men ville protestere mod de overgreb, som blev gjort fra styrets side.

## Forløbet
I året 1542 gjorde bønderne i Småland under ledelse af Nils Dacke således oprør mod Gustav Vasas regime. Revolten kaldes for Dackefejden, hvilket turde være en underdrivelse al den stund, at det var en regulær borgerkrig vendt mod kongen. Revolten spredte sig hastigt ud over Småland, Öland, skovbygderne i det sydlige Östergötland og skovbygderne i det østlige Västergötland. Stæderne Kalmar og Jönköping forblev dog i kongemagtens hænder. De fleste borgere i stæderne støttede godt nok Dacke, men troppekoncentrationer af Gustav Vasas lejeknægte gjorde, at de forholdt sig i ro. Kalmar udsattes for en blokade på land- og søsiden, men søbevogtningen var ikke så stærk, at den helt kunne forhindre ind- og udførsel via havet.
Dacke og hans folk besejrede let de kongelige tropper, som ikke var vante med kamp i uoverskuelige skovegne. Ved Kisa led kongens styrker et hårdt nederlag, da Dackes mænd lod anlægge en tømmervase, som, da den faldt ned, knuste lejeknægtene, som ikke var forberedte på en sådan krigsførelse i uoverskueligt terræn. Samtidig fandt de kongelige tropper i biskopsædet Växjö sig omringede på stort set alle sider og steder af oprørsfolk. Soldaterne evakueredes til Jönköping, og dermed herskede Dacke og hans folk over hele det indre Småland.
Den 8. november 1542 underskrev Gustav Vasa en våbenhvile med Nils Dacke, der dermed fik herredømmet over Småland undtagen Kalmar og Jönköping. I løbet af vinteren foretog Dacke flere ændringer i landskabet, blandt andre genindførte han den katolske kirke, og grænsehandelen med Danmark blev atter tilladt.
Samtidigt begyndte brister i bondeorganisationen at vise sig. Mange af Dackes tilhængere havde vanskeligt ved at komme overens med andre bondeledere og drev således deres næsten helt egne krige, blandt andre Simon Bagge i Sunnerbo, der nærmest var at anse for en røver, som plyndrede bønderne i landskabet. Man måtte tillige kæmpe mod en tiltagende isolering, da Gustav Vasa forbød al handel med smålændingene, og Dacke selv havde svært ved at kommunikere med andre ligesindede bønder i andre egne. Tilkendegivelser af misfornøjelse forekom i stort set hele riget, men man nåede aldrig disse andre bondeledere. Dertil kom, at der i begyndelsen af 1540-tallet var misvækst i hele Småland, hvilket bidrog til nød i området.
Andre organisatoriske problemer var, at man ikke kunne få støtte fra omverden. Danmark støttede ganske vist oprøret, og leverancer udgik fra Blekinges havne nordpå ind i Småland, men man ville på den anden side ikke se et sejrende bondeopbud i Sverige af frygt for de mulige effekter, det kunne få i de danske skovbygder. Dacke og hans folk måtte derfor betale høje priser for at få adgang til våben og proviant sydfra. Dackes støtter belejrede det stærkt befæstede Kalmar i mange måneder, men mangel på effektive belejringsvåben og en ineffektiv blokade fra søsiden, som foretoges med eger, gjorde, at trods en langvarig belejring kunne man ikke få stadens overbefalhavende til at kapitulere og åbne havnen for bønderne.
Under vinteren/våren 1543 slog imidlertid Gustav Vasas tropper hensynsløst tilbage, og Småland havnede atter direkte under den svenske krone. Det afgørende slag skete på isflager ved søerne ud for Virserum. Gustav Vasa havde tænkt sig at drage med sin hær fra Linköping til Kalmar, men man anede uråd på vejen vist af erfaringerne fra tømmervasen ved Kisa og tog ikke den nærmeste vej over Högsby til Kalmar, men valgte en omvej over Virserum. Ved at anfalde fra isen havde lejeknægtene fordel af at anfalde i et åbent landskab, og Dacke blev såret allerede i begyndelsen af kampen, hvilket bidrog til anarki i egne rækker. Til trods for, at bondehæren var i numerisk overlegen, kunne deres armbrøste, høgrebe og fåtallige skydevåben ikke besejre den kongelige hær. I august samme år blev Dacke omringet og skudt i Rödeby ved grænsen til Blekinge. Efter oprøret sattes hans hoved på en stage og placeredes ved galgebakken. For at mindske risikoen for endnu et oprør satte Gustav Vasa Dackes søn i en fængselscelle, hvor han sultede ihjel.

## Efterspil
Efter krigen ventede svidende efterregninger for alle bønderne i de deltagende sogne og for dem, som havde deltaget i oprørsmændenes skare. Amnesti blev ikke givet. Dackes hjembygd blev brutalt hærget, og Dackes slægtninge blev enten henrettet eller deporteret. Samtidig fortsatte kaosset blandt de lokale bondehøvdinge, som fortsatte med at lave plyndringstog og drev deres private krige flere år efter, at Nils Dacke var død. Hvert sogn fik ulige slags kollektivbøder på 0,8-2 mark pr. bonde. Hver bonde måtte endvidere betale et antal okser, som sendtes som "forsoningsgaver" til kongelige magasiner i Mälardalen. En anden effekt var, at Gustav Vasa gennemførte visse drastiske beslutninger, men ventede med at indføre nye drastiske reformer. Ved riksdagsmødet i Västerås 1544 indførtes arvelig tronfølge, hvilket erstattede det hidtidige valgkongedømme. Økonomisk blev krigen en katastrofe for Småland, og i begyndelsen tillige for Sverige som helhed. Sverige kom sig dog relativt hurtigt, mens det tog årtier, inden Småland opnåede samme befolkningsstørrelse og økonomiske standard som før Dackefejden. Eftersom Gustav Vasa sejrede over Nils Dacke, blev det muligt for ham endnu lettere at kunne centralstyre Sverige fra Stockholm. Dackefejden satte sig langvarige spor i Sveriges historie.